# Билка
 Тази статия е за лечебните растения.  За селото в Югоизточна България вижте Билка (село).  
Билките, още наричани лечебни растения, лечебни треви, обхващат голяма група растения, които се използват в медицинската и ветеринарномедицинската практика за профилактика и лечение на болести.
Опазването и ползването на лечебни растения, вкл. събирането и изкупуването им, на територията на България са уредени в Закона за лечебните растения.

## История
Лечебните свойства на някои растения са били известни още преди повече от 5000 години в земите на Асирия, Египет, Индия и Китай. В своите трудове учени от древността оставят информация за билките, ползвани по тяхно време: римският лекар Гален (129 – ок. 201), основателят на гръцката медицина Хипократ (460 – ок. 370 пр.н.е.), Диоскорид (1 век), таджикския лекар и учен Абу Али Ибн Сина – Авицена.
Съществуват сведения и за употребата на билките и по българските земи. В труда си „Изследвания върху растенията“ Теофраст, наричан баща на ботаниката, казва, че Тракия е най-богатият на лечебни треви район в тогавашния свят. Подробно описание на използваните от траките билки прави Диоскорид в съчинението си „За лекарствените средства“. Данните за славяните сочат, че те са се ползвали предимно от лечебните свойства на някои дървесни видове – бреза, бор, върба, ела, липа, клек, ясен. Един от първите източници за практиките на билколечение в българската държава е „Шестоднев“ на Йоан Екзарх (7 век), в който се описва лечението на плеврит с върба, кукуряк и топола. Богомилите също са били известни с народното си лечение.
В България билкарството е популярно от вековете на Средновековието. Билколечението е в основата на българската традиционна медицина. За славяните, живели по нашите земи е известно, че са използвали лечебни средства от растителен произход – ела, бряст, липа, върба, явор, бреза, дрян, пелин, шипка, глог, жълт кантарион, хрян и други. Към днешна дата в България,са разпространени над 3600 вида билки.

## Активни вещества
Макар и в малки количества, билките съдържат лекарствено-активни вещества, които благотворно влияят на човешкия организъм. Наред с тях съдържат и придружаващи вещества, които могат да подсилят ефекта на лечебното вещество или да окажат вредно влияние. Много билки все още не са изследвани и взаимодействието от съдържащите се в тях вещества не е известно. След сериозни съвременни изследвания обаче са доказани лечебните свойства на много билки, използвани от древността. Активните вещества се съдържат в най-голяма степен в листата и цветовете на растенията.
В най-голяма степен, активните вещества в билките са алкалоидите – органични вещества с основен (алкален) характер, съдържащи азот. Съдържат се основно в цветните растения. Изследване на 193 странджански билки показало наличие на алкалоиди в 119 от тях.
Другите активни вещества с широко разпространение сред билките са гликозидите. Гликозиди и алкалоиди се съдържат в 2/3 от използваните от човечеството лечебни треви.
Активни вещества със съществено значение са и:
- витамините,
- восъците,
- дъбилните вещества,
- етеричните масла,
- кумарините,
- липидите,
- пигментите,
- сапонините,
- фитонцидите,
- флавоноидите.

## Принципи в билкарството
Когато се събират, обработват и използват билки, трябва да се съблюдават няколко принципа:
- Когато са необходими само листата на растението, да не се късат неговите плодове и цветове, за да не се наранява излишно и да не губи способностите си за размножаване.
- Да не се обират всички билки (от един вид) на дадена територия, а да се пазят екземпляри за по-нататъшно размножаване.
- Да се проучат внимателно билките по описанията и илюстрациите в специализираната литература, особено когато билките имат лекарствено безполезни или отровни двойници.
- Билките се берат само в сухо време (когато по тях няма дори роса) и се сушат на сянка и в проветриви помещения.
- Използването на билките трябва да е само по предписание на специалист фитотерапевт.

- от 25 до 60 години – 1 доза
- от 14 до 25 години – 2/3 доза
- от 7 до 14 години – 1/2 доза
- от 4 до 7 години – 1/3 доза
- от 3 до 4 години – 1/6 до 1/4 доза
- на 2 години – 1/10 до 1/8 доза
- на 1 година – 1/12 доза